# Platybelodon
Platybelodon – rodzaj wymarłych trąbowców żyjących w miocenie w Azji. 
W przeszłości rodzaj ten zaliczany był do rodziny Gomphotheriidae. Obejmuje gatunki:
- P. barnumbrowni (Barbour, 1931)
- P. danovi (Borissiak, 1928)
- P. grangeri Osborn, 1929)
- P. loomisi (Barbour, 1929)